# Barco museo

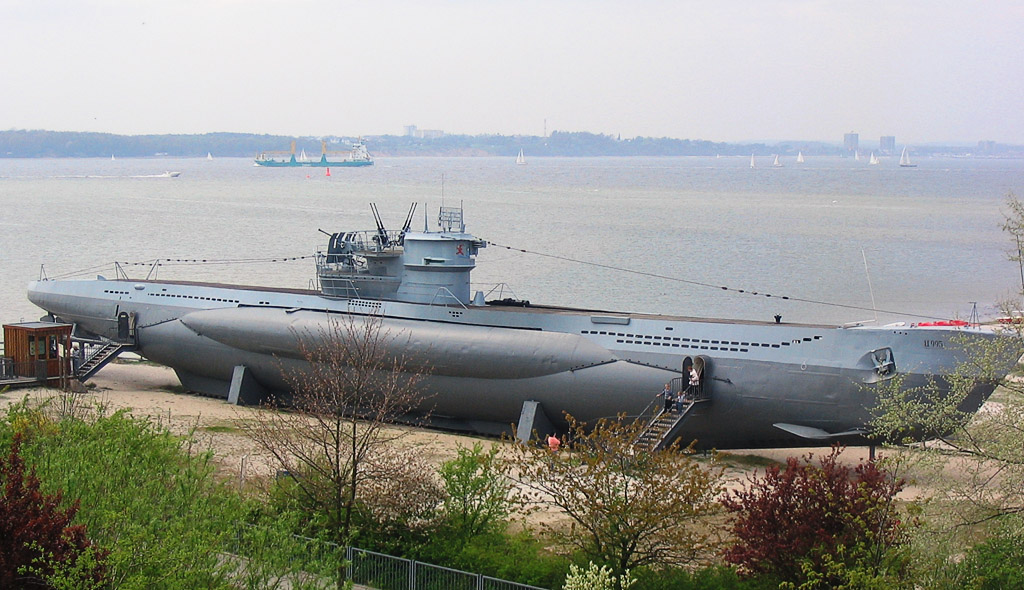
Submarino alemán U-995 de la II Guerra Mundial utilizado como museo. Nótese las dos aberturas realizadas en el costado de estribor para permitir la entrada y salida de visitantes.

Un barco o buque museo es aquel que ha sido conservado después de su vida en activo, reacondicionado como museo y abierto al público con fines educativos, culturales, históricos, turísticos o conmemorativos. Existen varios centenares de barcos museo a nivel mundial, de diverso tipo y antigüedad, estando algunos de ellos asociados a museos marítimos que complementan la exposición.
La mayoría de los barcos dados de baja acaban desguazados y vendidos como chatarra; y también en el caso de las naves militares suelen ser hundidas en ejercicios de tiro como blanco naval. Solo unos pocos buques acaban siendo preservados por su importancia o singularidad histórica, normalmente tras la presión de asociaciones privadas, voluntarios, entusiastas y antiguas tripulaciones. El proceso de reconversión en un barco museo suele ser largo y costoso, tanto económico como técnicamente.
El HMS Victory es el buque más antiguo aún en servicio (desde 1778) y funciona también como buque museo.

## Importancia

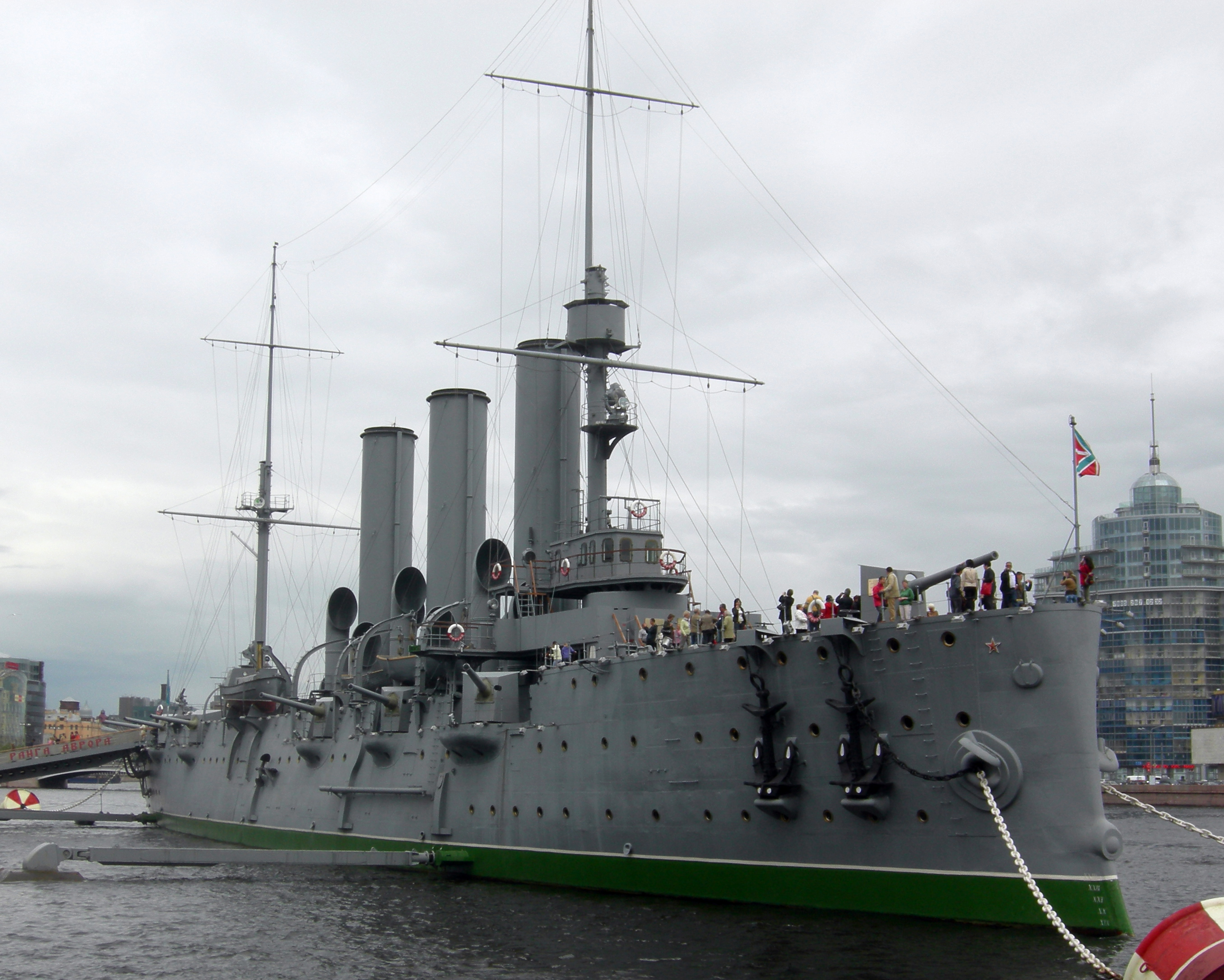
El crucero Aurora ruso es uno de los pocos cruceros protegidos que se conservan y uno de los barcos más visitados de la historia.

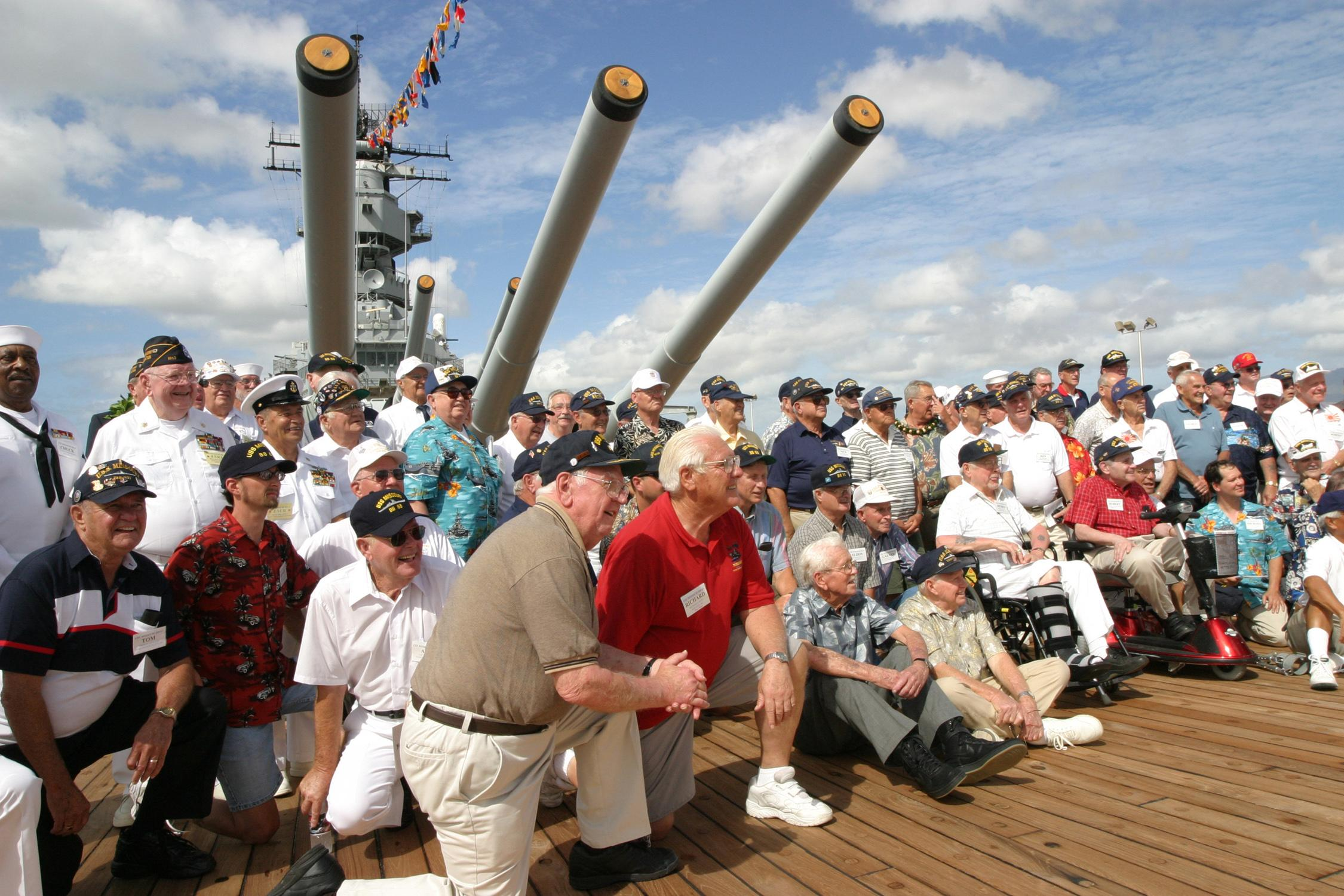
Los ex miembros de la tripulación del USS Missouri posan para las fotos después de la ceremonia del aniversario del fin de la Segunda Guerra Mundial.

Relativamente pocos barcos se conservan más allá de su vida útil, debido al alto costo de mantenerlos contra los estragos de los elementos. La mayoría se desguazan y se venden como chatarra, mientras que algunos se hunde como práctica de tiro naval (buque objetivo), otros se hunden para crear arrecifes artificiales, etc. Unos pocos sobreviven debido a su importancia histórica, pero más a menudo debido a la suerte y las circunstancias. Dado que un viejo barco amarrado en el muelle, sin atención, todavía se descompone y finalmente se hunde, la práctica de los últimos años ha sido formar algún tipo de sociedad de conservación, solicitar donaciones de gobiernos o particulares, organizar el trabajo voluntario de los entusiastas y abrir el barco restaurado a los visitantes, por lo general a cambio de una tarifa.
La restauración y el mantenimiento de los barcos museo presenta problemas para los historiadores a los que se les pide consejo, y los resultados generan periódicamente cierta controversia. Por ejemplo, el aparejo de los barcos de vela casi nunca ha sobrevivido, por lo que el plan de aparejo debe reconstruirse a partir de varias fuentes. Estudiar los barcos también permite a los historiadores analizar cómo tuvo lugar la vida y el funcionamiento de los barcos. Se han escrito numerosos artículos científicos sobre restauración y mantenimiento de barcos, y se llevan a cabo conferencias internacionales para discutir los últimos desarrollos. Hace varios años un grupo de organizaciones internacionales de propietarios de embarcaciones tradicionales firmaron la Carta de Barcelona, que proporciona ciertos criterios mínimos aceptados para la restauración y operación de embarcaciones tradicionales aún en funcionamiento.
Otra consideración es la distinción entre un barco de museo "real" y una réplica de barco . A medida que las reparaciones se acumulan con el tiempo, cada vez menos partes del barco son de los materiales originales, y la falta de piezas viejas (o incluso herramientas de trabajo "apropiadas") puede conducir al uso de "atajos" modernos (como soldar un placa de metal en lugar de remaches, como sería el caso durante el período histórico de los barcos). Los visitantes sin antecedentes históricos a menudo tampoco pueden distinguir entre un barco de museo histórico y una réplica de barco (más o menos históricamente relevante), que puede servir únicamente como atracción turística.

## Uso del museo

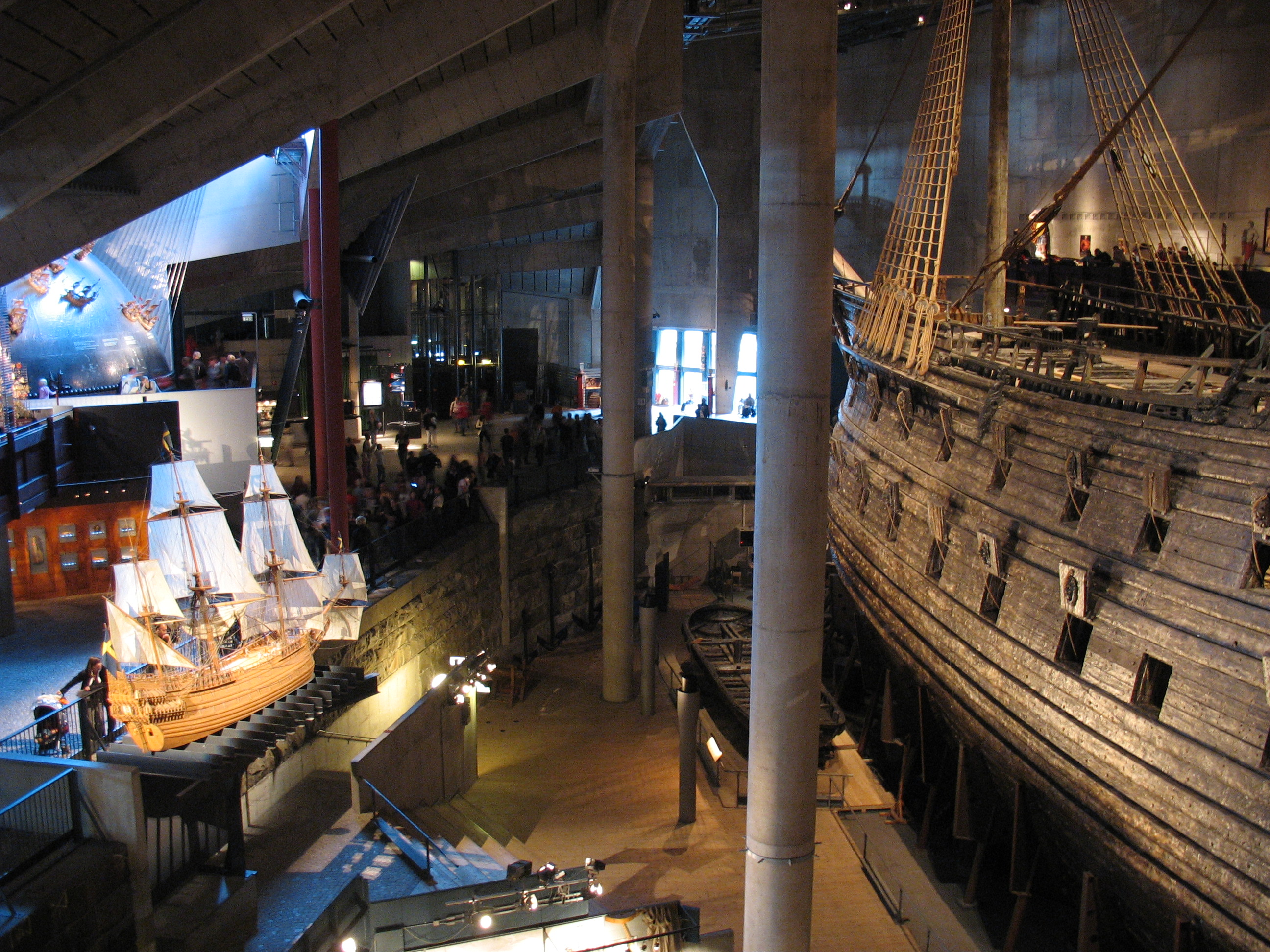
El buque de guerra Vasa del en exhibición en el Museo Vasa.

Por lo general, el visitante ingresa a través de la pasarela, deambula por la cubierta y luego baja, generalmente usando las escaleras originales, lo que da una idea de cómo se movía la tripulación. El interior presenta equipos restaurados pero desactivados, mejorados con recuerdos que incluyen fotografías antiguas, pantallas explicativas, páginas de los registros del barco, menús y similares. Algunos agregan efectos de sonido grabados, recorridos de audio o pantallas de video para mejorar la experiencia.
En algunos casos, la sala de radio de los barcos se ha vuelto a poner en funcionamiento, con voluntarios que operan equipos de radioaficionados . A menudo, el indicativo asignado es una variación de la identificación original del barco. Por ejemplo, el submarino USS Cobia, que tenía la denominación NBQV, ahora está en el aire como NB9QV. El submarino de la Segunda Guerra Mundial USS Pampanito, atracado en el Parque Histórico Nacional Marítimo de San Francisco, recibió el nombre de guerra NJVT y ahora está como NJ6VT. En otros casos, como el USS Missouri, se utiliza una llamada distintiva (en este caso KH6BB). Este trabajo de radio no solo ayuda a restaurar parte del barco, sino que también proporciona publicidad mundial para el barco museo.
Varios de los barcos museo más grandes han comenzado a ofrecer alojamiento para bodas, reuniones, otros eventos y fiestas de pijamas, y en algunos barcos que aún están en condiciones de navegar, cruceros. En los Estados Unidos, esto incluye el "cambio de rumbo " anual del USS Constitution, cuando el viejo barco es remolcado hacia el puerto y devuelto mirando hacia el otro lado, para que pueda resistir uniformemente. Un lugar en la cubierta es solo por invitación o sorteo, y es muy preciado.
Muchos consideran el atractivo turístico de un interesante barco antiguo en el paseo marítimo de la ciudad lo suficientemente fuerte como para que cualquier ciudad portuaria deba exhibir uno o más barcos museo. Esto puede incluso incluir la construcción de una réplica de un barco con un gran coste.

## Ejemplos destacables

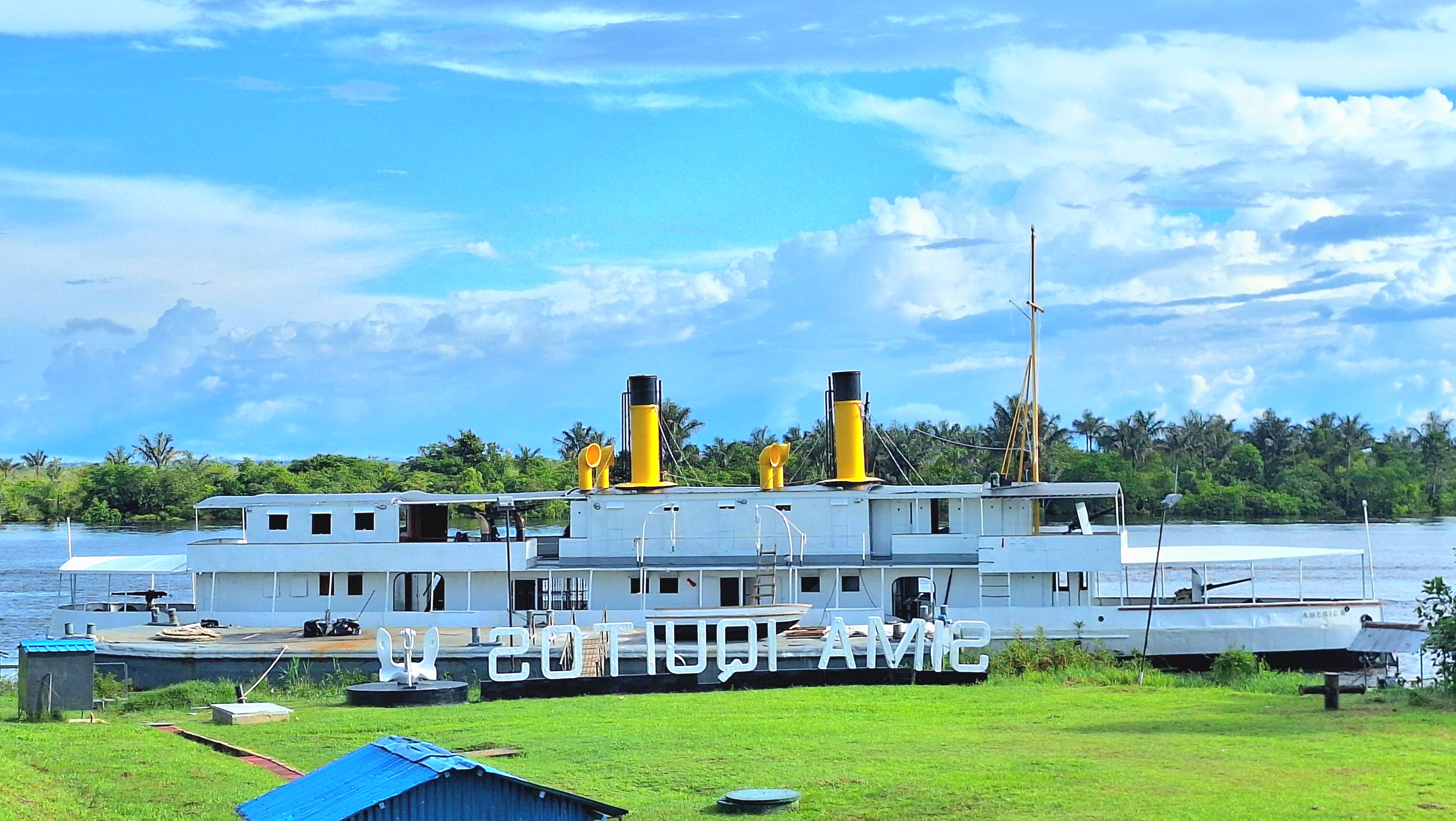
El BAP América (1905) es la Cañonera Fluvial más antigua del mundo, aún a flote, conservada en Iquitos, Perú.
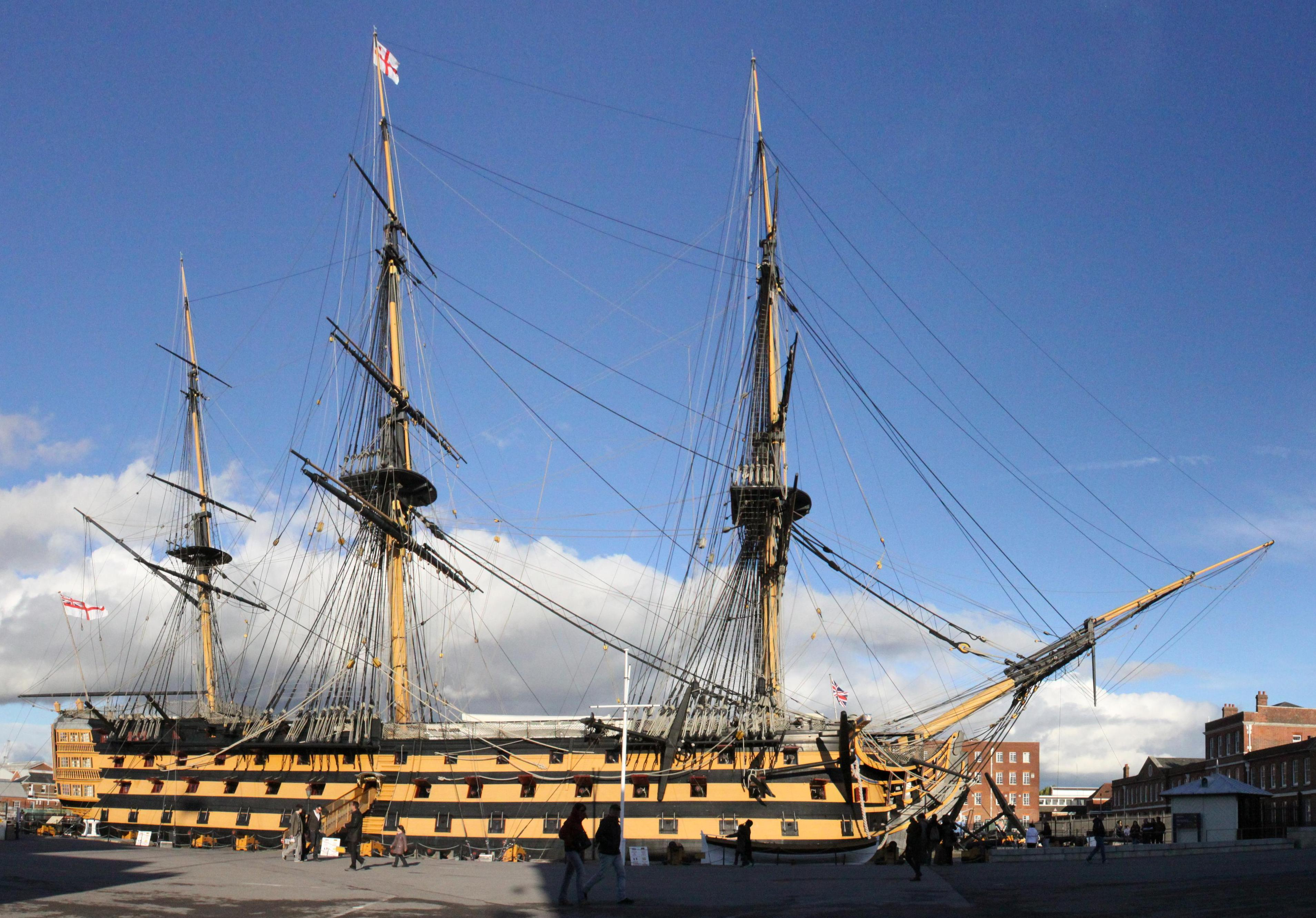
HMS Victory, es el único navío de línea que se conserva.
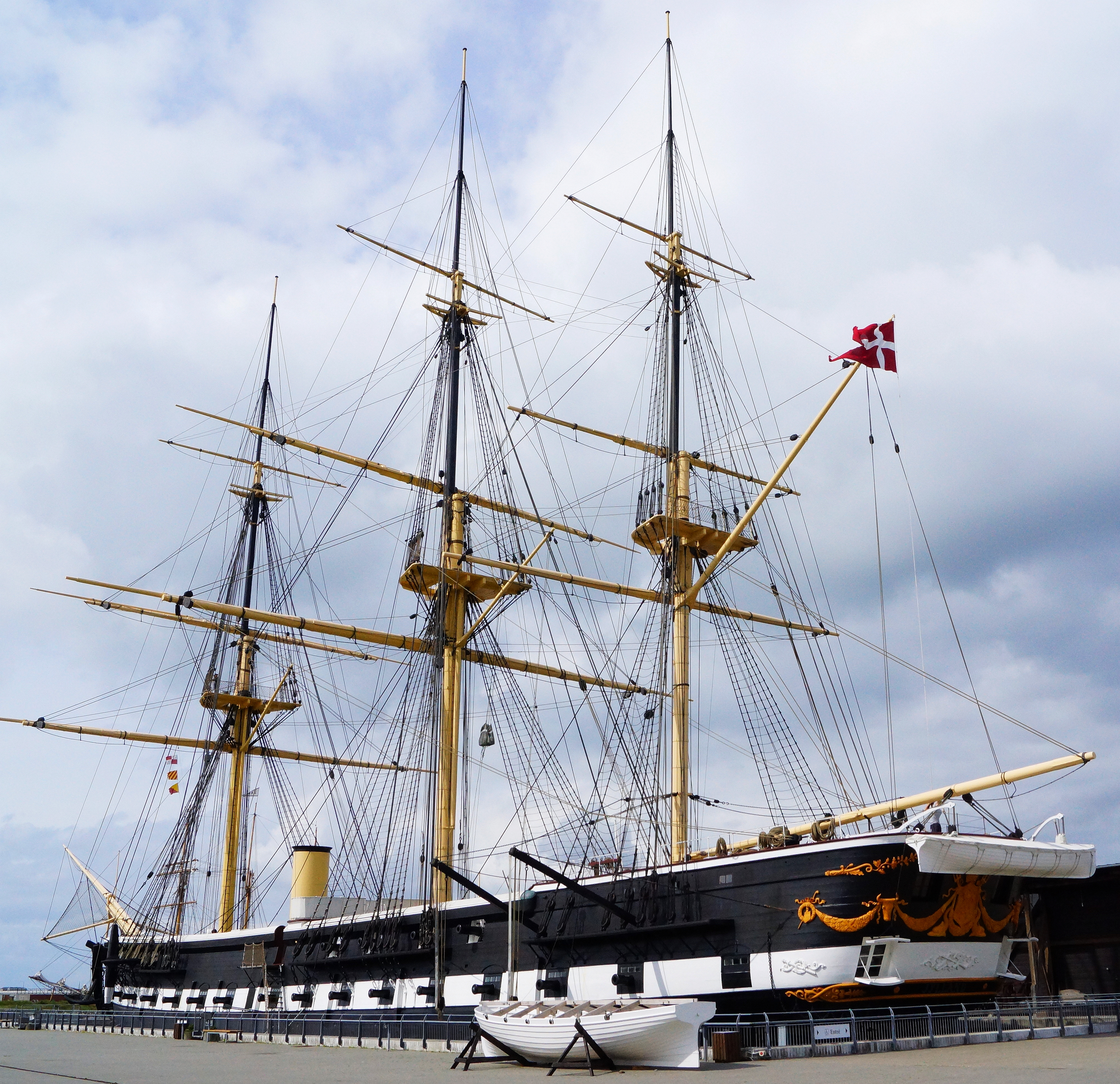
KMD Jylland, única fragata de hélice que se conserva.
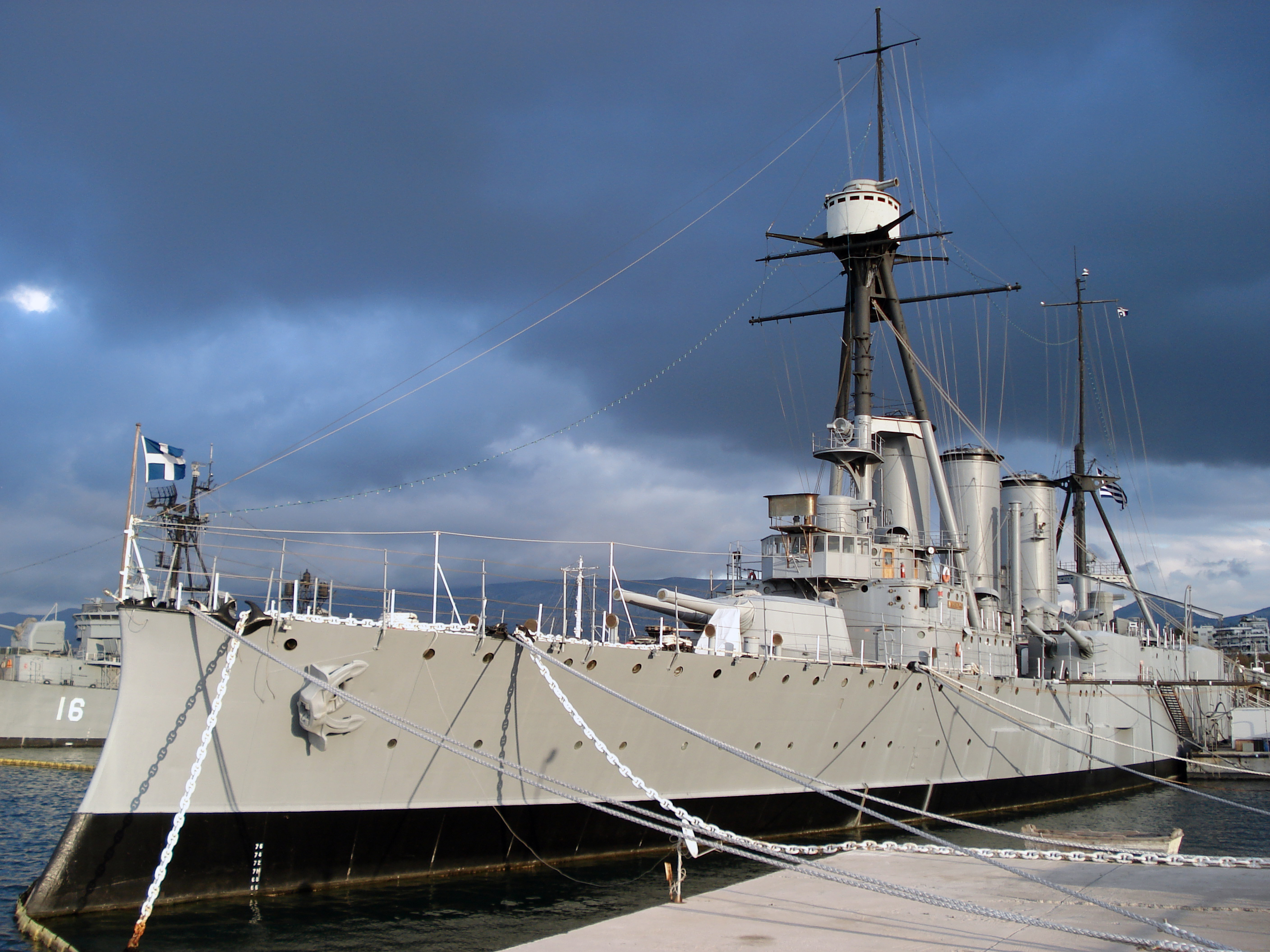
Georgios Averof, único crucero acorazado que se conserva.
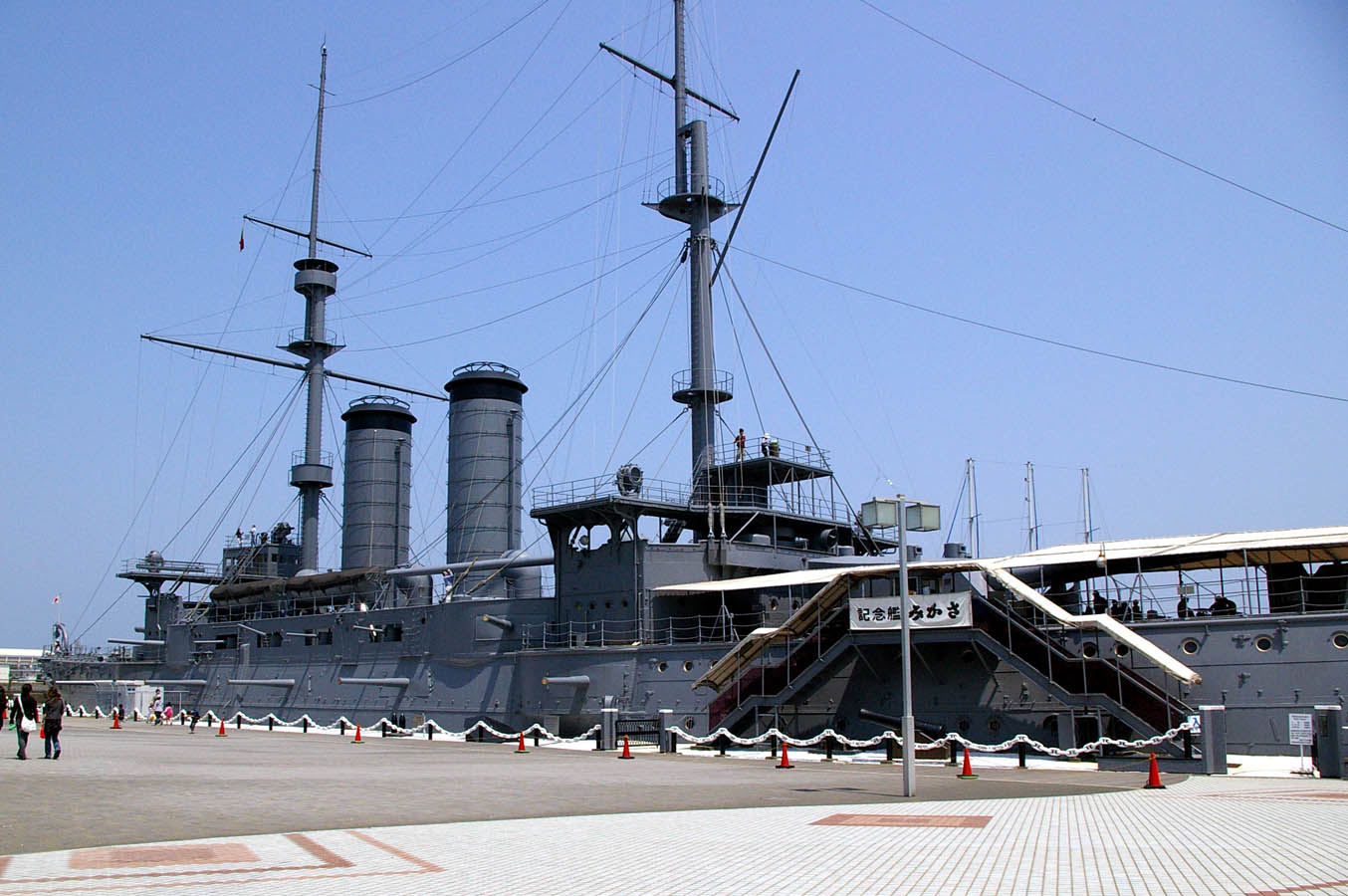
Mikasa, único acorazado pre-dreadnought que se conserva.
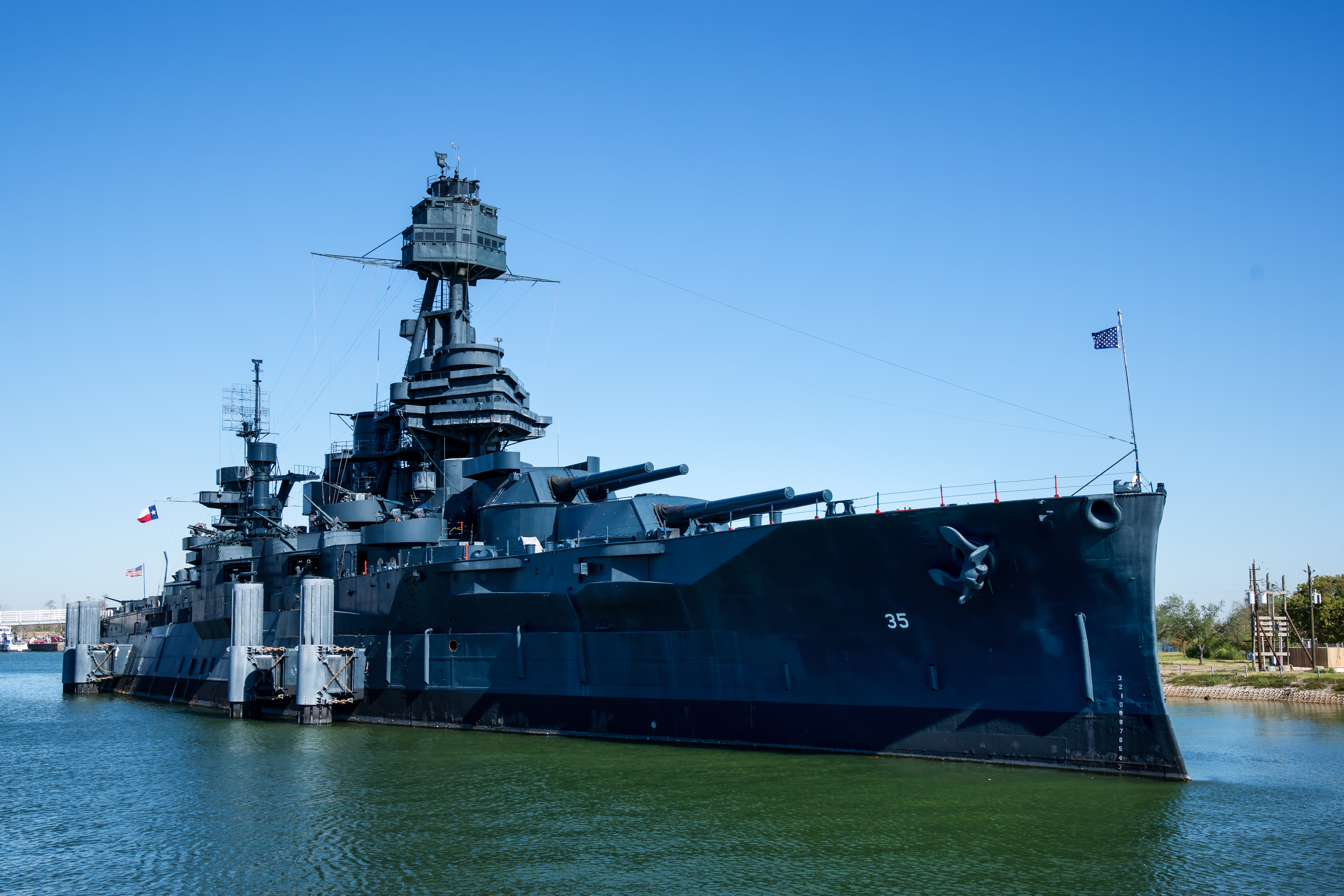
USS Texas, único acorazado dreadnought que se conserva.
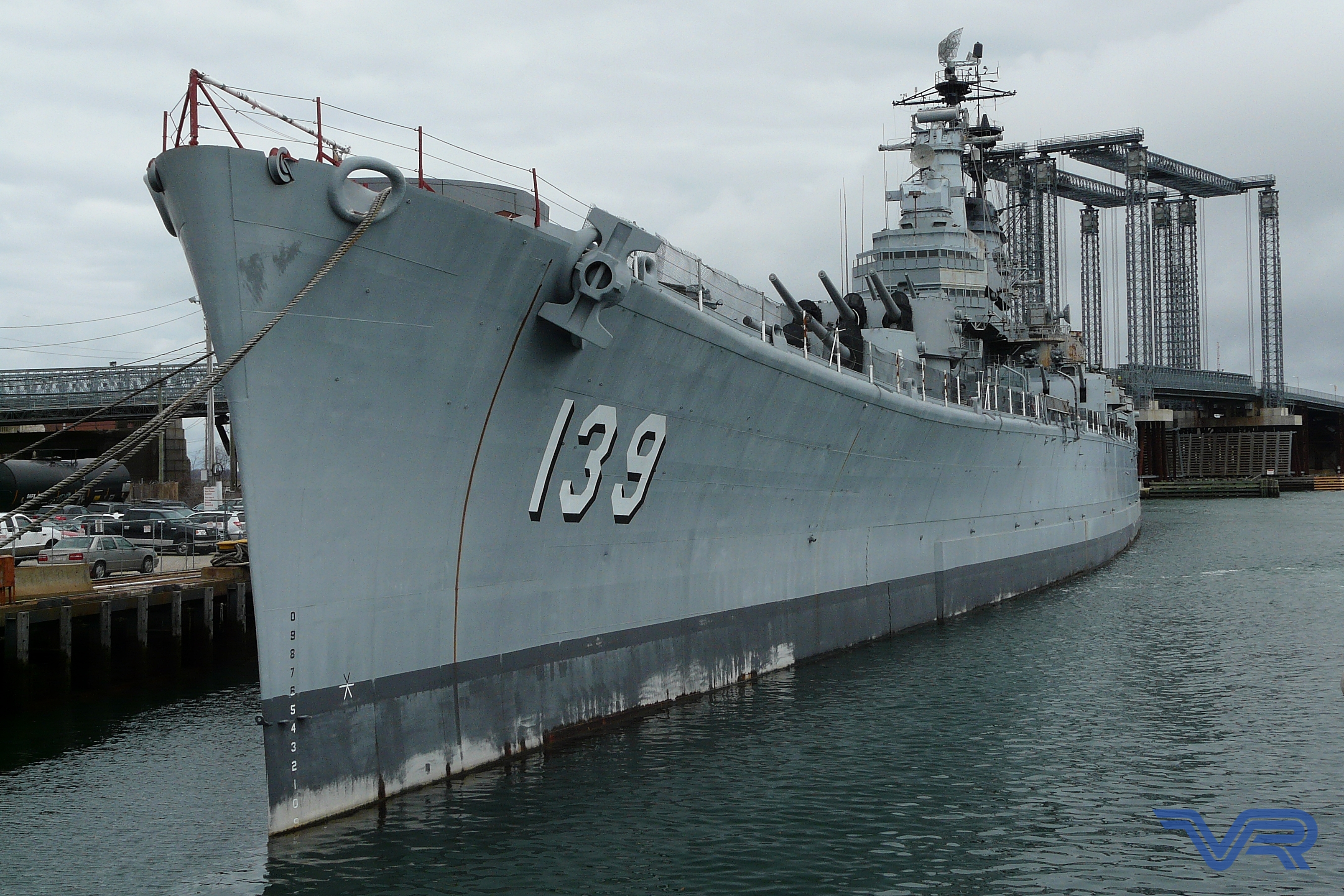
El USS Salem es el único crucero pesado que se conserva.
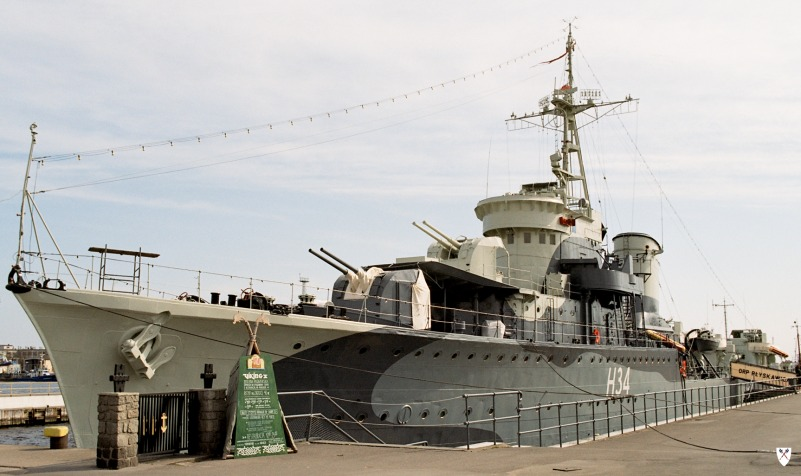
El destructor polaco ORP Błyskawica se conserva actualmente en Gdynia.
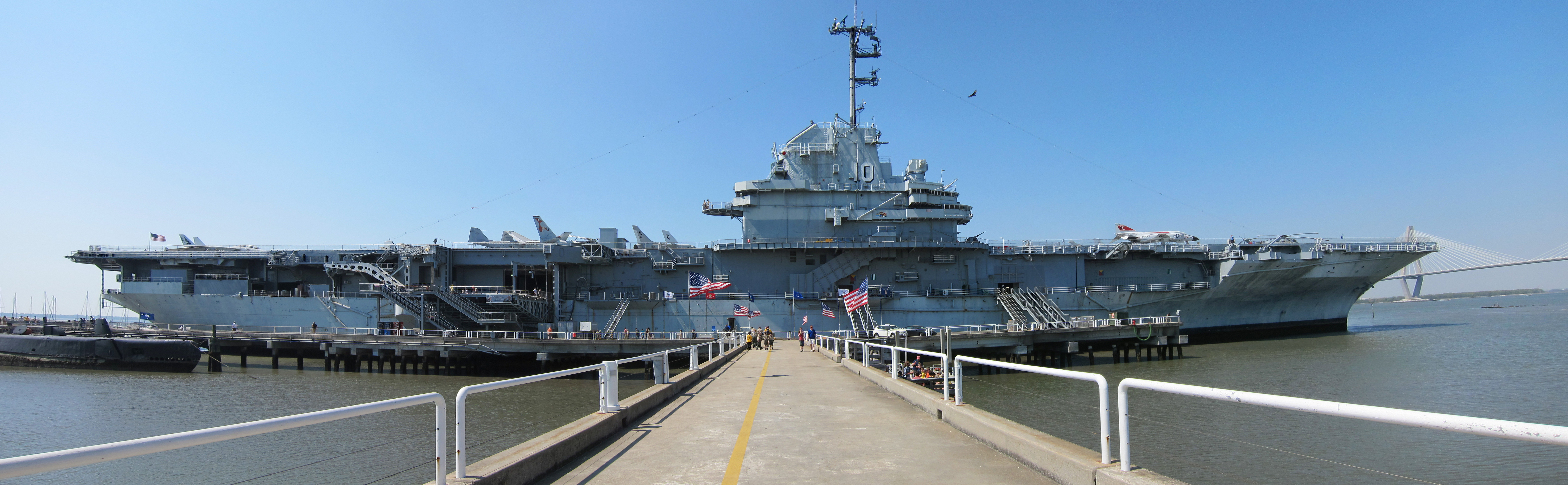
El USS Yorktown fue el primer portaaviones reconvertido en museo.
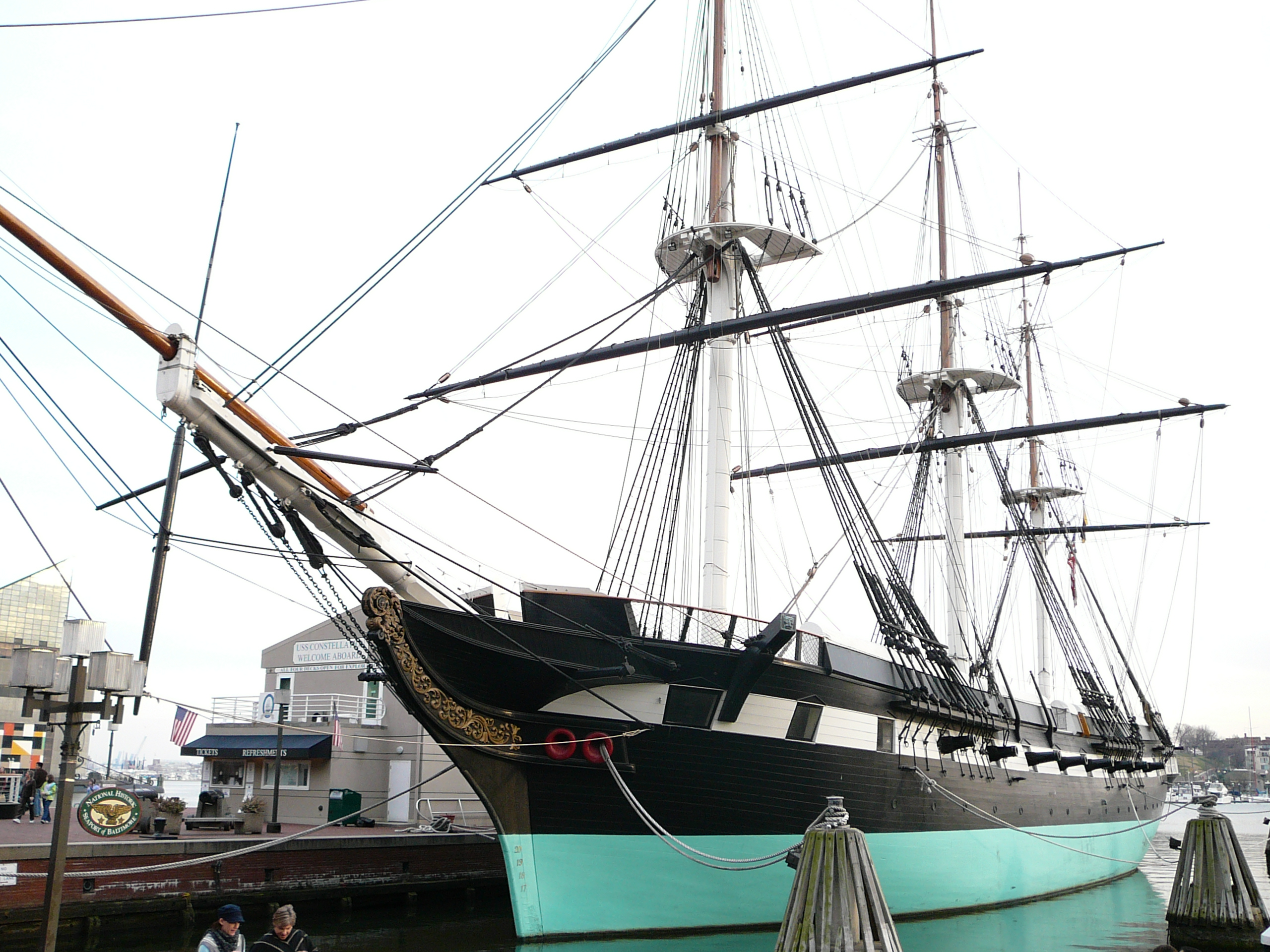
El USS Constellation es una balandra de guerra, el último buque de guerra de vela diseñado y construido por la Marina de los Estados Unidos, conservado en Baltimore.
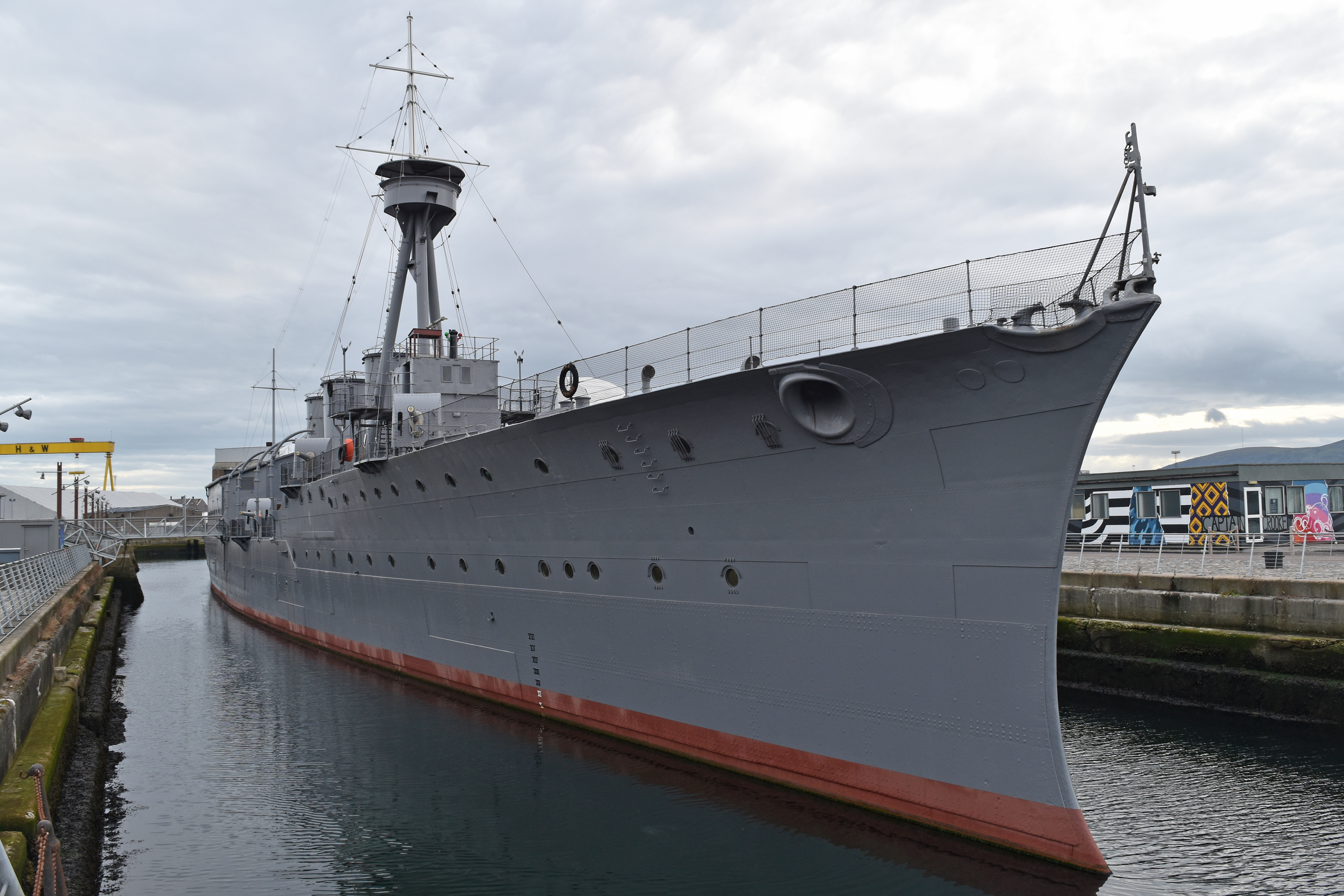
Crucero ligero HMS Caroline, de la Primera Guerra Mundial, anclado en Belfast.
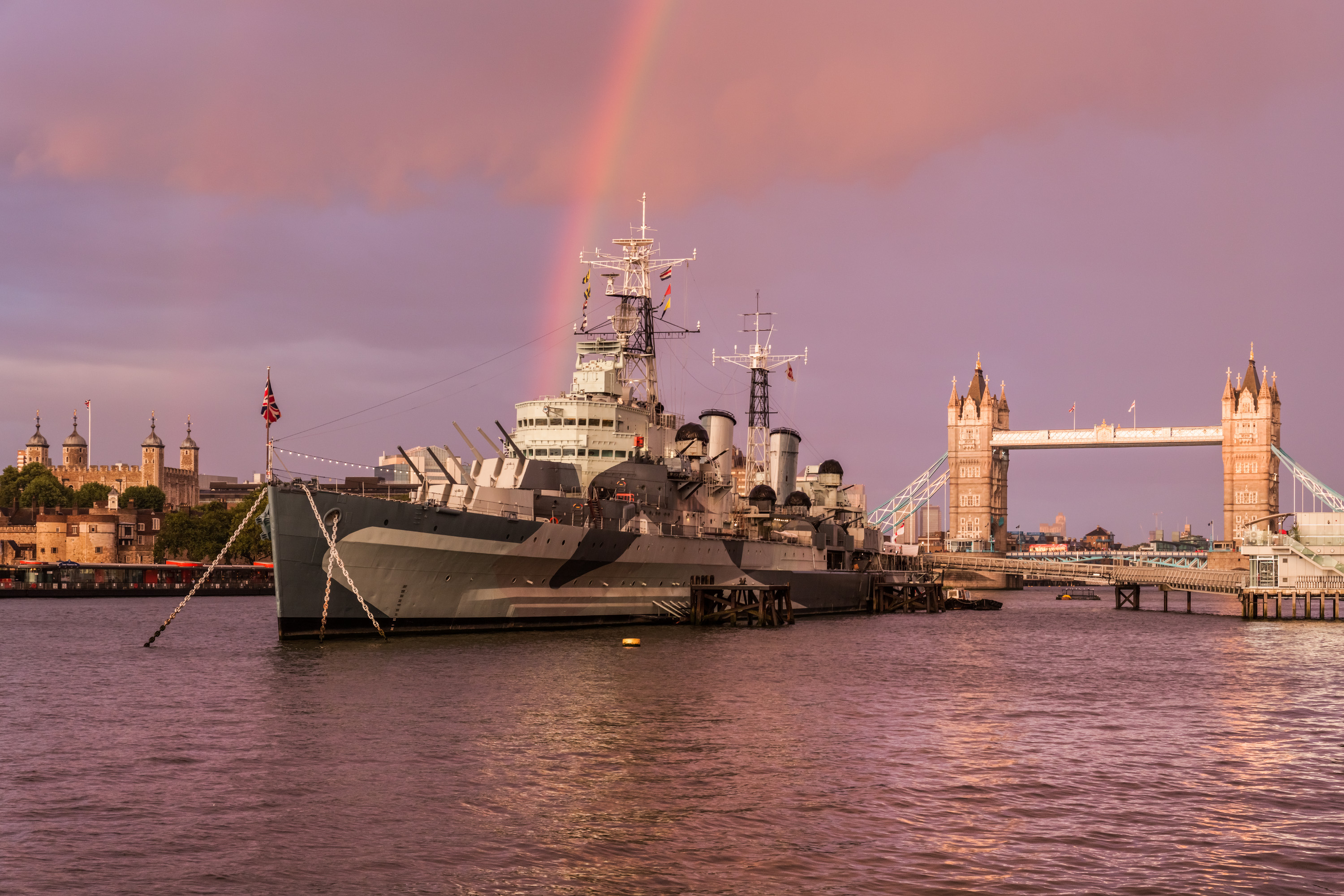
Crucero ligero HMS Belfast, de la Segunda Guerra Mundial, anclado en Londres.
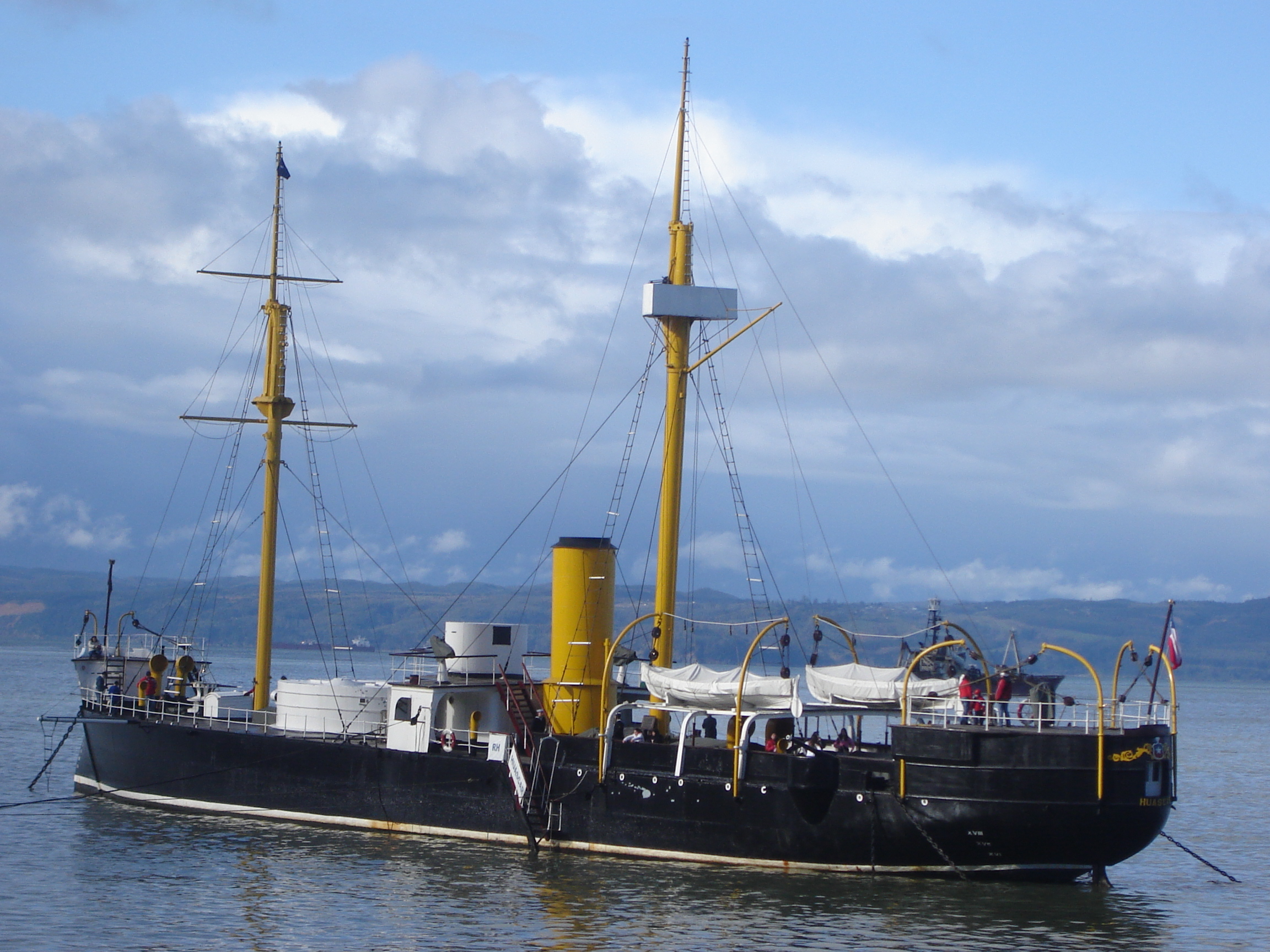
El Monitor Huáscar fue uno de los primeros buques de guerra acorazados que se conservan a flote.
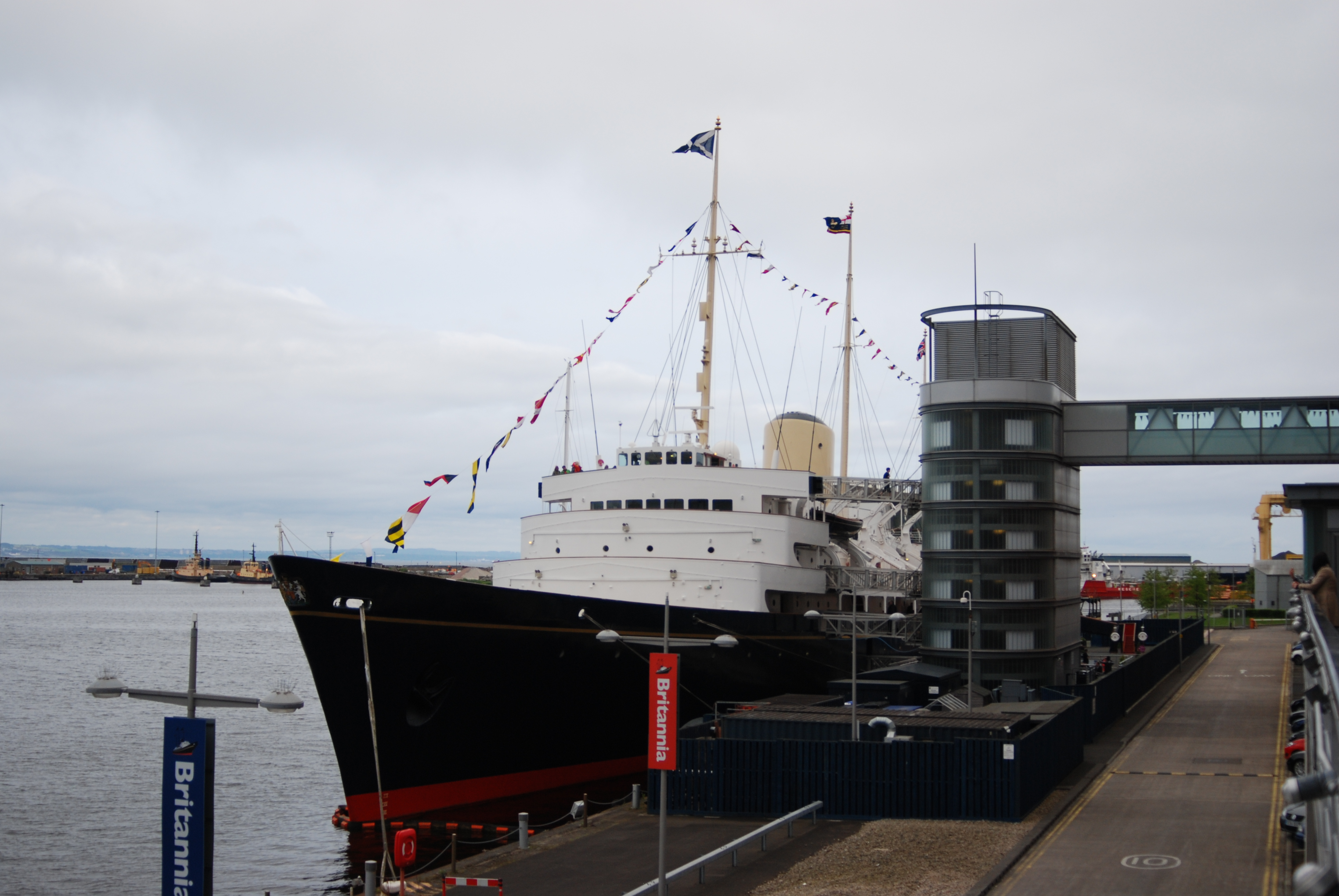
El HMY Britannia es el antiguo yate real de la monarquía británica, ahora conservado en Edimburgo.
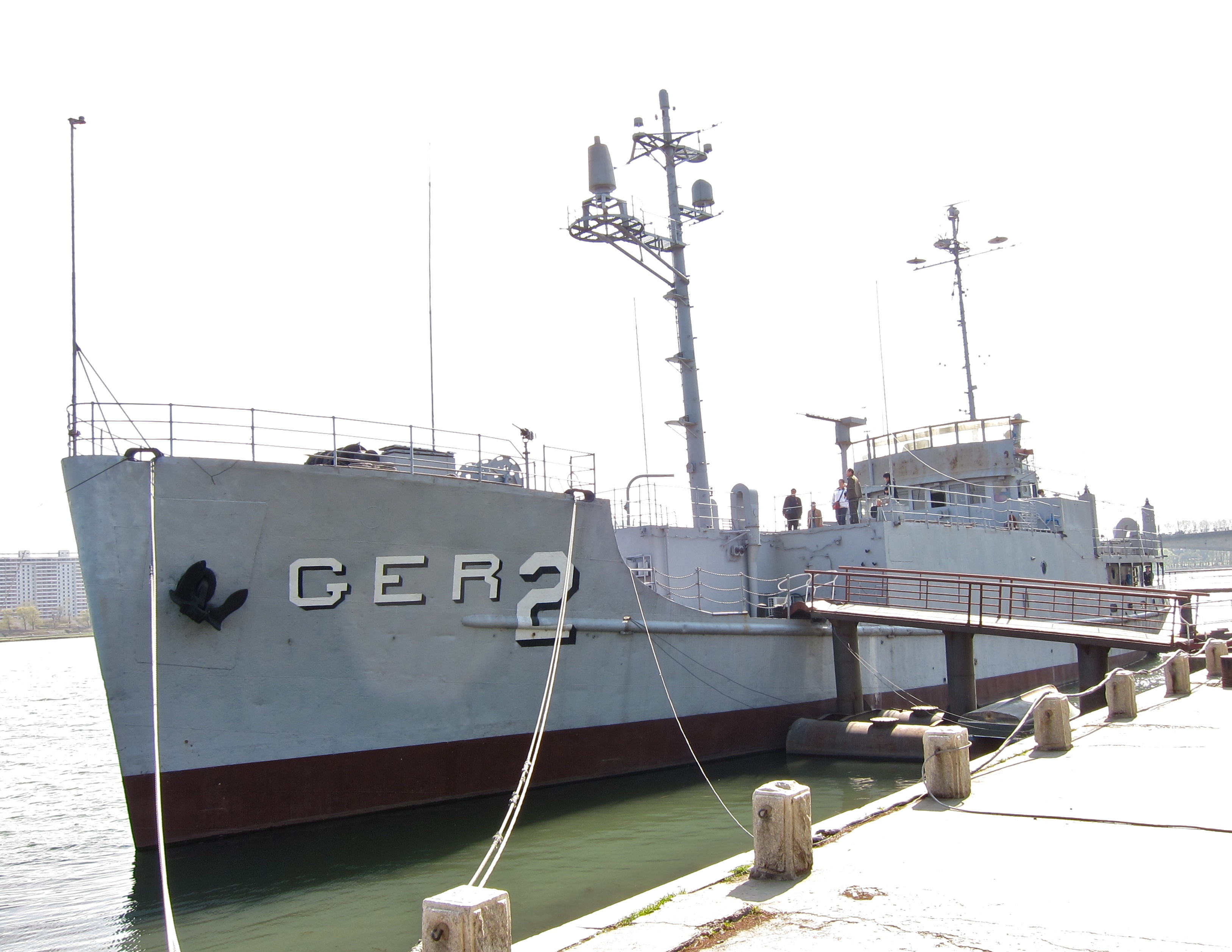
USS Pueblo: capturado por Corea del Norte en 1968, conservado como buque museo y trofeo de guerra en Pyongyang.